# 鹿島洋々・林正二郎
鹿島洋々・林正二郎（かしまようよう・はやししょうじろう）は、戦中、戦後に活躍した漫才コンビ。

## 概要・芸風
- コンビ結成時期不明（1940年には既に名がある）。戦後は戎橋松竹によく出ていた。
- 芝居物を得意とし、夢路いとし・喜味こいしの十八番「ポンポン講談」（「曽我物語」のパロディ）は、元は洋々・正二郎の持ちネタだった。
- 1967年頃、洋々の廃業によりコンビ解消。

## メンバー
- 鹿島洋々（かしま ようよう、1908年[1] -？ ）本名：倉島為造。
  - 京都の生まれ[1]。
  - 元落語家。桂助六門下で桂助二郎を名乗り、助六の没後、二代目笑福亭福圓門下に移って笑福亭福之助を名乗り落語家の修行。
  - 1938年にはわらわし隊のメンバーに抜擢されている。
- 二代目林正二郎（はやし しょうじろう、1907年 -？ ）本名：佐々木洋。メガネ姿。
  - 広島県呉市の生まれ。
  - 実子が太神楽曲芸のグループ「ザ・ラッキー」のリーダー、ラッキー幸治。
  - 俄芝居出身。林家染団治門下に入り、1935年に妻と夫婦漫才「林家染芳・春子」を結成。
  - 春子の病死を経て、戦後二代目林家染丸の世話で東京の内海桂子に相方を替え、事実婚状態で1子も儲けたが、ヒロポン中毒から愛想を尽かされ、別離。それと前後して林正二郎に改名し、洋々と組む。
  - 洋々の廃業後は、佐々木洋二郎の名で松原勝美と数回組んだが、勝美も没し引退。
  - 引退後は1980年代まで松竹系の劇場（主に新世界新花月）の頭取（スタッフ）を務めた。

## 元相方
鹿島洋々
陽気屋東六、初代若松家正二郎、橘家つばめ、深田繁子、香取奈津江、並木一路、土佐南海男、香島ラッキー等と、相方を色々変えている。
林家染芳→二代目林正二郎
林家春子、内海桂子、松原勝美、一輪亭花蝶

## 元相方の芸風
- 横山東六 音曲漫才
- 初代若松家正二郎 あほだら経万歳
- 深田繁子 安来節